# Ricardo Guízar Díaz
Ricardo Guízar Díaz (Ciutat de Mèxic, 26 de febrer de 1933―4 de desembre de 2015) va ser un religiós catòlic, Arquebisbe emèrit de l'arxidiòcesi de Tlalnepantla. Era descendent directe del sant Rafael Guízar y Valencia

## Primers anys
Va néixer a Mèxic D.F. el 26 de febrer de 1933. Els seus pares van ser Antonio Guizar Barragán (+18-05-1991) i Elena Díaz de Guizar (+14-01-1999). Els seus germans: Eduardo, Beatriz, Arturo i Elena (sent ell el primer).
Va realitzar els seus estudis de primària i 1a de Secundària en el Col·legi Simón Bolivar, en Mixcoac, Mèxic D.F..
Va ingressar al Seminari Major de Puebla al curs previ, en S. Pablo Apetatitlán, Tlax, el 2 de març de 1946 a 1º d'Humanitats, en San Pablo Apetatitlán, Tlax. als següents a la ciutat de Puebla, Puebla.
Va ser enviat a Roma al Col·legi Pío Llatinoamericà per completar els estudis preparatoris en l'institut "Angelo Secchi" i després estudiar Filosofia, Teologia i Espiritualitat en la Pontifícia Universitat Gregoriana. Va obtenir la llicenciatura en Filosofia i Teologia (8 de setembre de 1950-juny de 1960).

## Ordenació
La seva ordenació sacerdotal es va realitzar en la capella del Col·legi Pío Llatinoamericà de Roma, per S.E. Mons. Antonio Samoré, el 26 d'octubre de 1958 i torna a Mèxic a l'Arxidiòcesis de Puebla, al setembre de 1960.

## Ministeris desenvolupats
- Capellà de les religioses de la Creu (1960-1970)
- Secretari particular de l'Excm. sr. Arquebisbe de Puebla D. Octaviano Márquez (1960-1963)
- Professor en el Seminari Major de Puebla (1960-1970). Filosofia, Teologia Espiritual, Espiritualitat Sacerdotal, Textos Conciliessis, Art Sacre i Francès.
- 1.er Director espiritual del Seminari Major de Puebla (1963-1970).
- Secretari de la Comissió Diocesana promotora de la Causa de la Beatificació de Mons. Ramón Ibarra González. (1963).
- Viceassistent i posteriorment assistent del grup interparroquial d'Acció Catòlica "Epigmenio M. Sánchez" (1964;1966-1970).
- Vicepresident (encarregat en la secció d'Art Sacre) i després President de la Comissió Diocesana de Litúrgia, Música i Art Sacre, (1964;1970-1978).
- Suplent i després responsable de dirigir el retir del clergat a la ciutat de Puebla (1968;1969-1978).
- Confessor de les religioses Jerónimas (1968-1970).
- Vocal, vicepresident i després Assistent del Secretari Diocesà de Cursets de Cristiandat. (1960;1962;1970-1978).
- Canonge Penitenciari de la Catedral de Puebla 24 de juliol (1968-1970).
- Bisbe auxiliar de l'Arxidiòcesis de Puebla (24/08/1970).
- Vicari Episcopal (1970-1974).
- Vicari General (1974-1978).
- Assistent del Consell Diocesà de l'apostolat Seglar (1970-1978).
- Vicari Episcopal de Laics (1971-1978).
- Director de l'Escola Diocesana de Teologia per als Laics (1974-1978).
- President de la Comissió Diocesana per a la promoció espiritual i doctrinal del Clergat (1973-1978).
- Vocal de la Comissió Episcopal de Seminaris i Vocacions (1971-1985).
- Bisbe Auxiliar i Vicari General de la Diòcesi d'Aguascalientes (1 febrer de 1978-3 de novembre de 1984).
- Vocal del Departament de Religiosos del CELAM (1979-1982).
- Suplent i després Representant de la Regió d'Occident en el Consell Permanent de la CEM (1980-1983-1986).
- 1.er Bisbe de la Diòcesi d'Atlacomulco (27 de desembre de 1984-14 d'agost de 1996).
- President de la Comissió Episcopal de Seminaris i Vocacions (1985-1991).
- Delegat de la Conferència Episcopal Mexicana al Sínode dels Bisbes a Roma, sobre la formació sacerdotal, octubre 1990.
- Delegat episcopal de la CEM per a les residències de sacerdots i seminaristes de la Universitat Pontifícia de Mèxic i membre del Consell Superior de la mateixa (1994-1997).
- 2n. Arquebisbe de l'Arxidiòcesi de Tlalnepantla, des del 12 de setembre de 1996.
- President de la Comissió Episcopal de Missions (1998-2003).
- Administrador Apostòlic de Cuautitlán (27 de juny al 23 de novembre de 2005).
- Responsable de la Comissió Episcopal per al diàleg interreligiós i Comunió, de la Dimensió del Diàleg amb les confessions cristianes, trienni (2006-2009).
- Des del 30 de març de 2009 Arquebisbe emèrit de l'Arxidiòcesi de Tlalnepantla